# Preeya Kalidas
Preeya Kalidas (Isleworth, 21 giugno 1980) è un'attrice e cantante britannica che lavora in campo teatrale, cinematografico e televisivo.
Ha recitato in diversi musical a Londra, tra cui Joseph and the Amazing Technicolor Dreamcoat (Londra, 2007) e Sognando Beckham (Londra, 2015), per cui è stata candidata al Laurence Olivier Award alla migliore attrice non protagonista in un musical.

## Filmografia parziale

### Cinema
- Virtual Sexuality, regia di Nick Hurran (1999)
- East Is East (East is East), regia di Damien O'Donnell (1999)
- Sognando Beckham (Bend It Like Beckham), regia di Gurinder Chadha (2002)
- Four Lions, regia di Chris Morris (2010)

### Televisione
- Metrosexuality - serie TV, 1 episodio (1999)
- Metropolitan Police - serie TV, 1 episodio (2001)
- Mistresses - Amanti - serie TV, 6 episodi (2009)
- EastEnders - serie TV, 132 episodi (2009 - 2012)